# 이크티스
이크쑤스,이크씨스(그리스어: ἰχθύς 이흐시스[*], 대문자 표기로 그리스어: ΙΧΘΥΣ)는 ‘물고기’라는 뜻이다. 흔히 "익투스"라는 발음으로 잘 알려져 있다. 초기 기독교 신자들이 비밀스럽게 사용했다고 전해지는 기독교의 상징으로 두 개의 곡선을 겹쳐 만든 물고기 모양으로 나타낸다.

### 문학과 영화
시엔키에빈치의 역사소설과 동명소설을 원작으로 정하여 만든 영화 쿠오바디스에서도 기독교인들의 상징으로 나온다. 영화에서는 네로황제를 섬긴 해방노예 아크테 또는 악테는 황실로부터 로마제국의 볼모가 되어 억지로 끌려온 리기아 공주(리기왕국의 공주여서 리기아라고 함. 사도 성 베드로와 바울의 전도로 양부모님, 양부모님의 동생과 함께 기독교인이 되었음)에게 "연회에 나가야 하니 화장을 시켜주시오"라고 명령을 받았다. 연회에 억지로 나가야 하는 리기아의 답답한 심정을 헤아린 아크테는 화장분을 일부러 쏟으며 이크투스를 그린다. 그러고나서 "리기아, 난 당신처럼 기독교인은 아니지만, 용기를 잃지 않도록 하세요"라고 격려한다.

### 해석

이크튀스.

그리스어: Ιησους　Χριστος　Θεου　Υιος　Σωτηρ 이에수스 크리스토스 테우 휘오스 소테르[*]"→'하나님의 아들 구원자(구세주) 예수 그리스도' 또는 '주님은 저의 그리스도, 하나님의 아들'(마태 16,16 참조)의 약자라는 설도 있다.

## 같이 보기
- 키 로
- 마츠야